# Antonio Pasinetti
Antonio Pasinetti (Montichiari, 2 agosto 1863 – Milano, 13 maggio 1940) è stato un pittore italiano.

## Biografia
Di umili origini svolge il suo apprendistato presso il pittore bresciano Luigi Campini. Dopo aver frequentato la scuola Moretto a Brescia, si trasferisce a Milano nel 1880 e si iscrive all'Accademia di Brera dove consegue il diploma di disegno. Forse a causa dell'insofferenza verso gli insegnamenti accademici interrompe gli studi per trasferirsi a Verona alla scuola del pittore Napoleone Nani, interprete delle nuove istanze naturaliste. Viaggia attraverso l'Italia settentrionale specializzandosi nel paesaggio e nel ritratto fino al 1889, anno del suo definitivo trasferimento a Milano. Qui entra in contatto con i principali esponenti del naturalismo lombardo e divide lo studio di via Solferino con Paolo Troubetzkoy. 
Sul finire del secolo si distingue come ritrattista per la borghesia lombarda, pur continuando a realizzare paesaggi, tratti dal vero in occasione dei frequenti viaggi e soggiorni in Italia e all'estero, con una particolare predilezione per Venezia. Verso il 1925 su questa pittura di forte impronta naturalista si innestano nuove suggestioni in seguito all'avvicinamento al gruppo Novecento italiano. 
A partire dal 1884 è presente alle principali manifestazioni artistiche nazionali e internazionali. Nel 1942, a due anni dalla sua scomparsa, Giovanni Treccani degli Alfieri gli dedica una personale a Milano. Le sue opere sono esposte alla biblioteca Giovanni Treccani degli Alfieri di Montichiari.
Massone, membro del Grande Oriente d'Italia, in una lettera di Giovanni Lentini il Giovane  al Gran Maestro Ettore Ferrari del 13 febbraio 1913  fu proposto come membro di un'associazione chiamata "Famiglia artistica", costituita da fratelli artisti.